# فوتوشي نيشيا
فوتوشي نيشيا (西屋太志 نيشيا فوتوشي) (1981/1982 - 18 يوليو 2019)، رسام أنمي ياباني.

## أعماله في الأنمي

### مسلسلات أنمي تلفزيونية
- إينوياشا (الرسوم المفتاحية، تحريك الرسوم)
- فل ميتال بانيك؟ فوموفو (الرسوم المفتاحية)
- AIR (الرسوم المفتاحية)
- فل ميتال بانيك! The Second Raid (الرسوم المفتاحية)
- كآبة هاروهي سوزوميا (إخراج الرسوم المتحركة، الرسوم المفتاحية)
- هيوكا (رسم التصاميم الأصلية للشخصيات، تصميم الشخصيات، إخراج الرسوم المتحركة الرئيسي، إخراج الرسوم المتحركة)
- فري! (تصميم الشخصيات، إخراج الرسوم المتحركة الرئيسي، إخراج الرسوم المتحركة)
- فري! Eternal Summer (تصميم الشخصيات، إخراج الرسوم المتحركة الرئيسي، إخراج الرسوم المتحركة)

### أنمي الإنترنت
- كآبة سوزوميا هاروهي-تشان (تصميم الشخصيات)
- نيورون تشورويا-سان (تصميم الشخصيات)

### أفلام أنمي
- إختفاء هاروهي سوزوميا (إخراج الرسوم المتحركة الرئيسي)
- هاي سبيد! فري! ستارتنغ ديز (تصميم الشخصيات، إخراج الرسوم المتحركة الرئيسي)
- صوت صامت (تصميم الشخصيات، إخراج الرسوم المتحركة الرئيسي)

## أعماله في الروايات الخفيفة
- هاي سبيد! (الرسم)

## وصلات خارجية
- فوتوشي نيشيا على موقع IMDb (الإنجليزية)
- فوتوشي نيشيا على موقع ميوزك برينز (الإنجليزية)
- فوتوشي نيشيا على موقع قاعدة بيانات الفيلم (الإنجليزية)
- فوتوشي نيشيا على موقع ANN person (الإنجليزية)
- صفحة IMDb